# 佐伯孚治
佐伯 孚治（さえき たかはる、1927年12月15日 - 2018年1月13日）は、主に特撮テレビドラマ作品の映画監督・演出家である。東京府東京市本郷区西片町（現在の文京区西片）出身。

## 来歴
旧制・開成中学校から旧制・第四高等学校を経て、東京大学文学部仏文科卒業。1954年に東映入社。東映東京撮影所の助監督として田坂具隆に師事し、1964年に『どろ犬』で監督デビューする。しかし1965年、労働争議に参加していた佐伯は大川博社長の逆鱗に触れ、テレビ映画製作専門の別会社・東映東京制作所に異動した。その後、数人のスタッフとともに「目黒PR分室」に配属となり、実質的に現場で仕事が出来ない状態になっていた。
1966年、佐伯の置かれた状況を心配した同期の脚本家・鈴木尚之の計らいもあって、『渥美清の泣いてたまるか』（製作：国際放映）を監督。この作品から、テレビドラマに携わるようになる。しばらく東映以外での仕事が続いたが、1968年に『怪盗ラレロ』で東映に復帰。その後『好き! すき!! 魔女先生』『刑事くん』『帰ってきたウルトラマン』などの子供向け作品、『おしどり右京捕物車』『斬り抜ける』『影同心』などの時代劇、『ザ・スーパーガール』『ミラクルガール』などのアクションドラマを手がける。
1982年に定年を迎え、東映を退社。退社後は、2時間ドラマ等を手掛けた後、1984年に東京制作所の仲間と20年ぶりの劇映画『高原に列車が走った』を作った。1985年に属託として東映東京制作所に復帰。東映不思議コメディーシリーズに、監督として携わる。特にブームを巻き起こした『美少女仮面ポワトリン』ではメイン監督として活躍した。また東映不思議コメディーシリーズ全作品に監督として携わった、唯一の人物でもある。
東映不思議コメディーシリーズ終了後は、ドキュメンタリー演出の分野に進出。「都市の中の農の風景」では賞も受賞している。
2018年1月13日、死去。90歳没。

## 人物・エピソード
- 『きけ、わだつみの声』『ひめゆりの塔』といった反戦映画に感銘を受けて東映を受験したゆえ、会社が力を入れていた時代劇や娯楽映画は見たことがなかったという[3][9]。
- 東映プロデューサーの平山亨は東映入社時の同期であった[1]。佐伯は『好き! すき!! 魔女先生』や『仮面ライダースーパー1』での起用は平山からの縁があったことから声をかけられたものと推測している[1]。
- 『帰ってきたウルトラマン』については、佐伯が監督を手掛けた『江戸川乱歩シリーズ 明智小五郎』（1970年、東京12チャンネル）の第25話「白昼夢 殺人金魚」を見た円谷プロダクションプロデューサーの熊谷健がその作風を気に入り、監督に起用したという[1][2]。
- 会社の攻撃に遭いながらも組合に長年在籍し、創作に取り組んだ[3][9]。後年のインタビューで、『おもいっきり探偵団 覇悪怒組』が「非常に楽しかった」と語っている。出演者の秋野太作は「さすがに上手かった」とのこと[2]。
- 『少年探偵団』風の作品が好きで、『おもいっきり探偵団 覇悪怒組』『じゃあまん探偵団 魔隣組』などを手掛けたほか、『仮面ライダースーパー1』でもジュニアライダー隊を中心とした回を担当した[1]。
- 東映不思議コメディーシリーズに監督・助監督として参加していた辻野正人は、佐伯について普段はダンディだが現場ではとても厳しかったと証言しており、同シリーズの監督陣では最も印象に残っていると述べている[10]。
- 『美少女仮面ポワトリン』のフジテレビプロデューサー・原岡健一郎は、自宅の三軒隣に住んでいるという[2]。

## 主な作品

### 映画
- 『どろ犬』（1964年）
- 『高原に列車が走った』（主演・美保純）（1984年）

### テレビ
- 『渥美清の泣いてたまるか』（1966～1968年）
- 『怪盗ラレロ』（1968年～1969年）
- 『プレイガール』（1969～1974年）
- 『江戸川乱歩シリーズ 明智小五郎』「白昼夢　殺人金魚」（1970年)
- 『帰ってきたウルトラマン』（1971～1972年）
- 『怪奇十三夜』「髑髏妻の怪」（1971年）
- 『好き! すき!! 魔女先生』（1971～1972年）
- 『刑事くん』（1971～1975年）
- 『ファイヤーマン』（1973年）
- 『おしどり右京捕物車』（1974年）
- 『斬り抜ける』（1974年）
- 『新宿警察』（1975～1976年）
- 『アクマイザー3』（1975年）
- 『影同心』（1975年）
- 『宇宙鉄人キョーダイン』（1976～1977年）
- 『超神ビビューン』（1976～1977年）
- 『スパイダーマン』（1978～1979年）
- 『ザ・スーパーガール』（1979～1980年）
- 『ミラクルガール』（1980年）
- 『仮面ライダースーパー1』（1980～1981年）
- 東映不思議コメディーシリーズ
  - 『ロボット8ちゃん』（1981～1982年）
  - 『バッテンロボ丸』（1982～1983年）
  - 『ペットントン』（1983～1984年）
  - 『どきんちょ!ネムリン』（1984～1985年）
  - 『勝手に!カミタマン』（1985～1986年）
  - 『もりもりぼっくん』（1986年）
  - 『おもいっきり探偵団 覇悪怒組』（1987年）
  - 『じゃあまん探偵団 魔隣組』（1988年）
  - 『探偵団スペシャル 魔隣組対覇悪怒組 (ジゴマvs魔天郎)』（（1989年）
  - 『魔法少女ちゅうかなぱいぱい!』（1989年）
  - 『魔法少女ちゅうかないぱねま!』（1989年）
  - 『美少女仮面ポワトリン』（1990年）
  - 『不思議少女ナイルなトトメス』（1991年）
  - 『うたう!大龍宮城』（1992年）
  - 『有言実行三姉妹シュシュトリアン』（1993年）
- ドラマ・人間『イエスの方舟事件』（1981年）
- 月曜ワイド劇場『逆転無罪』（1983年）
- 『ニュードキュメンタリードラマ昭和 松本清張事件にせまる』第10・16・20回（1984年）
- 月曜ワイド劇場『白い涙』（1984年）
- 『TVオバケてれもんじゃ』（1985年)
- 『京都かるがも病院』（1986年）